# Hélogar
 Hélogar, Hélocar ou Haëlocar est abbé de Saint-Méen et le premier évêque d'Aleth historiquement avéré, au début du IXe siècle (vers 799 à 817) .

## Biographie
Le premier évêque d’Alet connu avec certitude est Hélogar. Selon Le Chronicon Britannicum  vers 814, Hélogar abbé de l'Abbaye de Saint-Méen (?) demande à Charlemagne l'autorisation de relever les murs de son monastère détruits en 799 (ou peut-être seulement en 811 ?), par les troupes du marquis Guy de Nantes et ses lieutenants lors des combats contre les rebelles bretons. À cette époque Rorgon du Maine contrôle la région d'Aleth. Hélogar obtient également des fonds pour restaurer l'église de « Saint-Malo en l'île » qui avait été détruite ; il la dédicace au martyr Vincent de Saragosse. Le 26 mars 816, à la suite de la visite d'Hélocar à Aix-la-Chapelle, un diplôme est accordé également par l'empereur Louis le Pieux en faveur des monastères des Saints-Méen-et-Judicaël et de Saint-Malo, confirmant le renouvellement du privilège d'immunité,, attribué par Charlemagne à ces deux établissements.